# Unione Sportiva Dilettantistica Mazara
L'Unione Sportiva Dilettantistica Mazara, meglio noto come USD Mazara, Mazara Calcio o semplicemente Mazara, è una società calcistica italiana, con sede nella città di Mazara del Vallo. Milita in Promozione, sesta serie del campionato italiano di calcio.
Il club mazarese fu fondato nel 1946 come Unione Sportiva Mazara, ma prese parte al suo primo campionato in Prima Divisione solo nella stagione 1948-1949, quando aderì alla Federazione Italiana Giuoco Calcio. Nel 1996 si fonde con la Società Calcio Mazara 2000, dando vita al Gruppo Sportivo Mazara 1946 fino alla denominazione societaria nel 2010 in Associazione Sportiva Dilettantistica Mazara Calcio, denominazione mantenuta fino al 2023 quando diventa Unione Sportiva Dilettantistica Mazara.
Vanta ben 25 campionati nel quarto livello calcistico italiano, di cui 15 consecutivi, tuttavia i gialloblù non sono mai andati oltre, mantenendosi sempre nei campionati dilettantistici. Fra i trofei conquistati ne figura uno, la Coppa Italia Dilettanti Sicilia vinta nella stagione 2015-2016 contro l'Acireale 3-1.

## Storia

### Fondazione e primi anni
Le prime presenze del calcio a Mazara sono databili all'anno 1946; per l'esordio di una compagine cittadina in un campionato FIGC si dovette aspettare fino al 1948, quando l'Unione Sportiva Mazara partecipò al campionato di Prima Divisione. Nella stagione 1960-61, il Mazara esordì nel campionato di Serie D, dove giocò per tre stagioni consecutive per poi ritornarvici, seppur per una sola annata, nella stagione calcistica 1971-72. Nel 1975-76 il Mazara, allenato da Carlo Ceserato, riconquistò l'agognata Serie D al termine di uno spareggio-promozione giocato e vinto per 1-0 alla Favorita di Palermo contro il Canicattì. In seguito a quest'ultima promozione il Mazara militò in Serie D (conosciuta poi anche come Interregionale e Campionato Nazionale Dilettanti) per ben 19 stagioni di fila.

### Tentativi di scalata
Durante gli anni ottanta e gli inizi degli anni novanta, il Mazara si propose più volte come reale candidata per la promozione nel calcio professionistico, senza tuttavia riuscire a raggiungere l'obiettivo. In particolare, la stagione 1984-85 vide il Mazara allenato da Ignazio Arcoleo vincere l'allora campionato di Interregionale, per poi ritrovarsi punito con cinque punti di penalizzazione in seguito a un'accusa e relativa condanna per illecito sportivo. Tale penalizzazione consentì al Trapani di scavalcare in classifica i gialloblù e conquistare la promozione in Serie C2 a loro danno. Negli anni successivi, il Mazara sfiorò per almeno altre due volte la promozione: nel 1988-89, in cui terminò il campionato alle spalle dell'Acireale per un solo punto, e nel 1990-91, concludendo il campionato al terzo posto dietro il Trapani e al Gangi, che poi perse lo spareggio promozione a favore del Matera.

### Retrocessione, declino e fusione

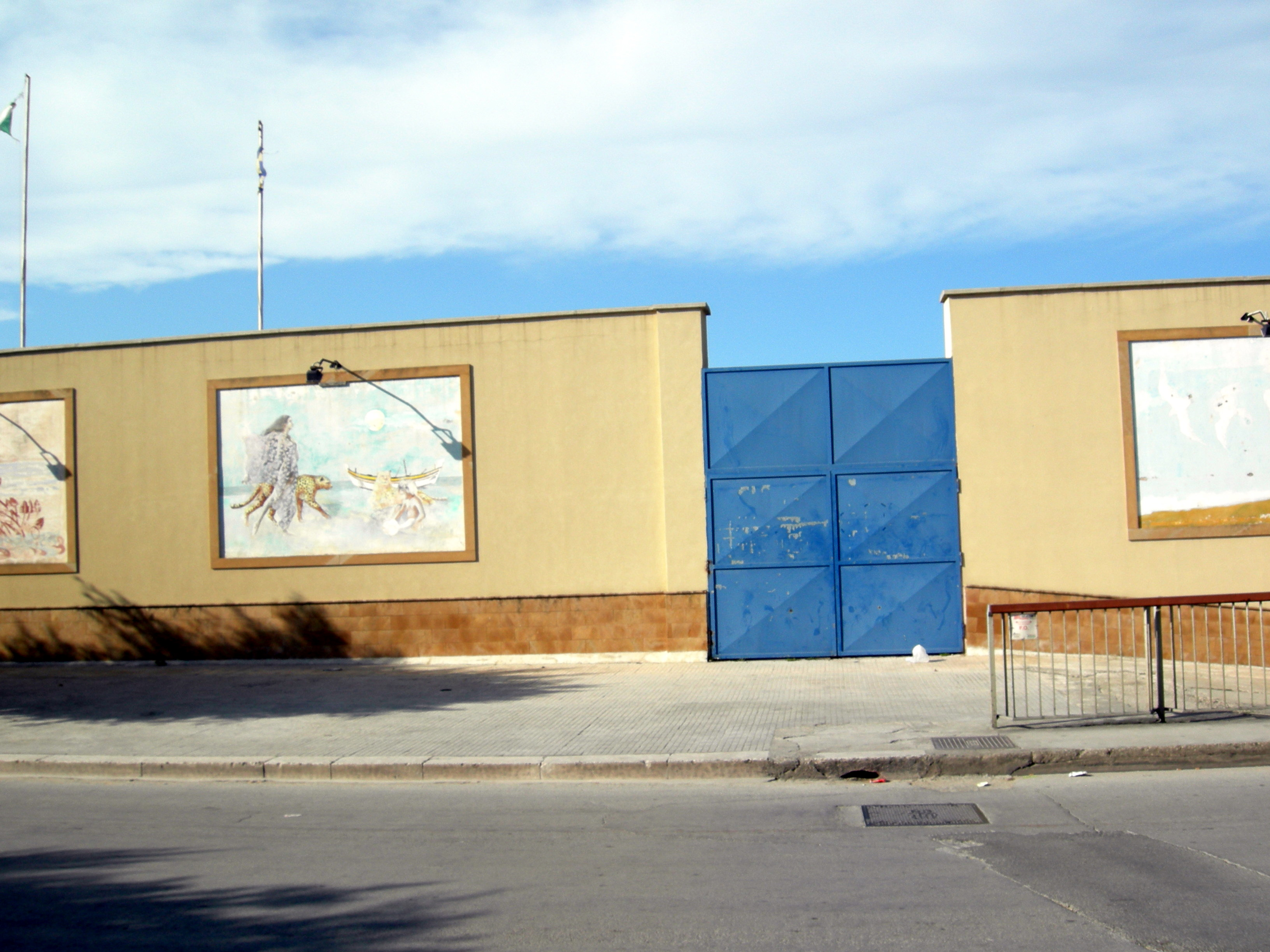
Foto ingresso dello Stadio Nino Vaccara di Mazara del Vallo

Dopo diciannove stagioni consecutive in Serie D (Interregionale per alcuni anni), il Mazara, piegato dai debiti, retrocesse nella stagione 1994-95. Nella stagione successiva di Eccellenza l'US Mazara si trovò a dover fronteggiare un'altra squadra locale, l'S.C. Mazara 2000, una squadra di recente fondazione che proveniva da una serie di promozioni consecutive che l'avevano portata fino a giocare in Eccellenza. Per una stagione, US Mazara e Mazara 2000 si fronteggiarono nello stesso campionato dando vita a una curiosa stracittadina: l'US Mazara terminò il campionato al quarto posto, mentre il Mazara 2000 chiuse in settima piazza. Le due squadre decisero quindi di fondersi nel Gruppo Sportivo Mazara 1946 che vinse nettamente il campionato di Eccellenza già nella sua stagione di esordio (1996-97).
Il ritorno del Mazara in Serie D coincise con una stagione che terminò con una salvezza acquisita all'ultima giornata per un solo punto. La stagione successiva fu, se possibile, ancora più sofferta, in quanto vide i canarini costretti a uno spareggio salvezza contro la Sancataldese disputato a Termini Imerese: l'incontro terminò con una vittoria per 1-0 del Mazara che riuscì ancora una volta ad evitare la retrocessione. La retrocessione fu tuttavia solo rimandata, in quanto la stagione 1999-2000 vide il Mazara in grosse difficoltà finanziarie e organizzative, tanto da ritrovarsi a disputare gran parte del torneo con un gruppo di giocatori giovani e inesperti. Tale stagione terminò con il Mazara ultimo in classifica, con soli otto punti in trentaquattro partite, e nuovamente retrocesso in Eccellenza.
La nuova retrocessione in Eccellenza segnò l'inizio di un periodo di declino che si ritrovò a dover giocare uno spareggio-retrocessione contro il Licata al termine della stagione 2003-04, dopo aver terminato la regular season in tredicesima piazza. La sconfitta per 1-0 significò retrocessione in Promozione per il Mazara. La prima stagione in Promozione terminò con un deludente quinto posto. La stagione 2005-06 invece vide una nuova proprietà prender possesso delle redini del club gialloblù e vincere il campionato sotto la guida tecnica del mazarese Filippo Cavataio, ex difensore di Serie C.
La stagione 2006-07 vide il Mazara lottare nelle zone alte della classifica alla ricerca di una seconda promozione consecutiva. Il campionato, vinto dall'Alcamo nella regular season, proseguì con il Mazara impegnato nei play-off promozione: dopo aver eliminato il Kamarat in semifinale, i canarini tuttavia uscirono in finale per mano del Carini, secondo classificato. Nella stagione successiva, i canarini non riuscirono a migliorare tali risultati, qualificandosi ancora una volta per i play-off promozione, ma venendo eliminati in semifinale dal Trapani.

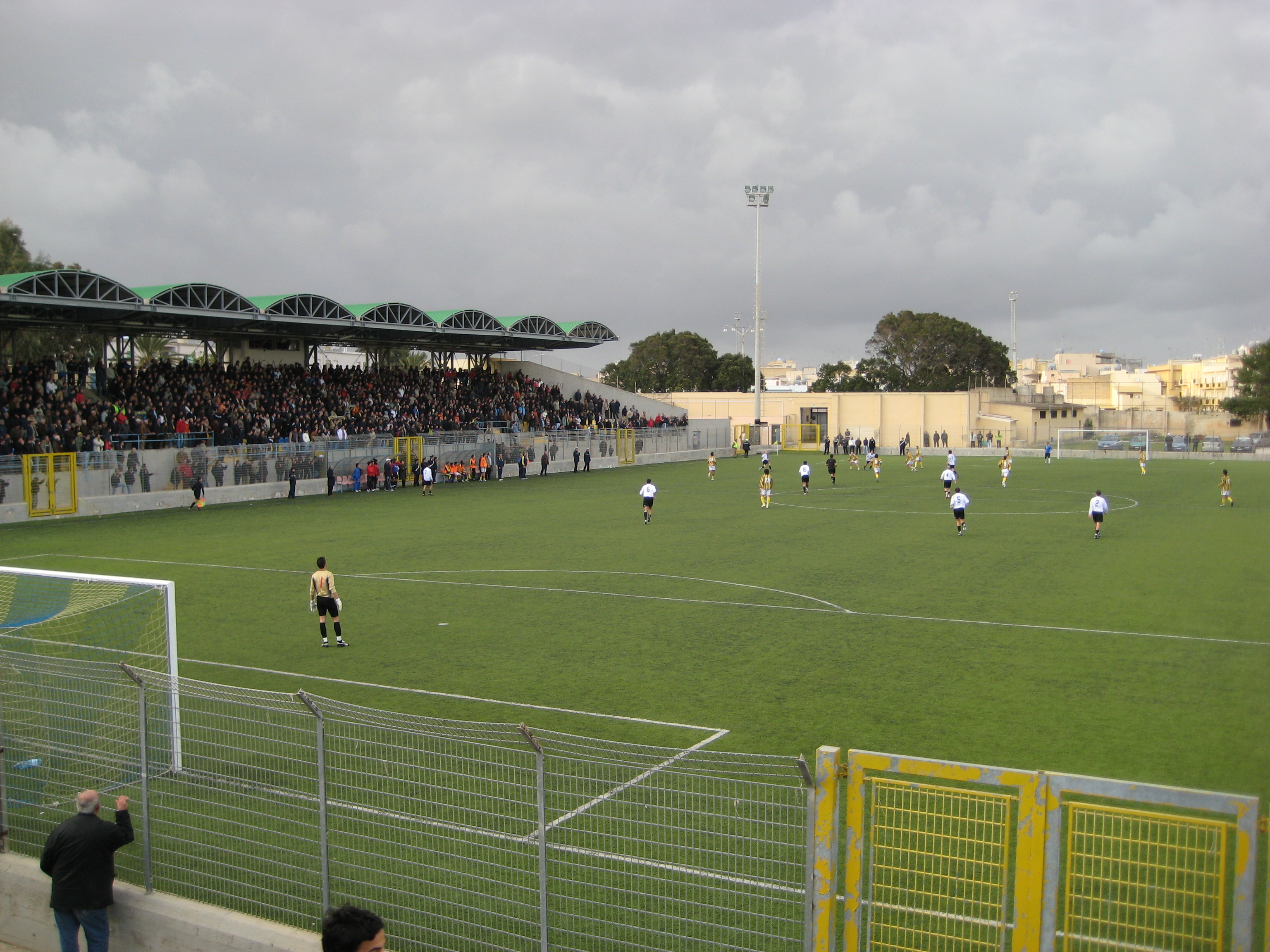
Una foto della gara disputata al Nino Vaccara contro il Villabate nel campionato 2008/09

### Il ritorno in Serie D
La stagione 2008-09 vede il Mazara protagonista del campionato e in una lotta coi palermitani del Villabate per il primato; lotta che sfocerà in uno scontro diretto al Nino Vaccara sospeso dopo 10 minuti per l'annullamento di un gol in sfavore della squadra di casa immediatamente seguito da una rete segnata dei giocatori del Villabate con gran parte dei giocatori gialloblù ancora fuori dal campo per festeggiare il gol: le immagini di quella partita (che verrà nel frattempo sospesa) verranno riprese da molti media nazionali ed internazionali vista l'eccezionalità dell'accaduto; infatti, il match verrà poi fatto ripetere e vedrà la vittoria del Mazara per 2-0 (davanti a circa 4.000 spettatori) per un successo che lancia la squadra canarina verso la vittoria del campionato raggiunta il 22 Marzo 2010 quando i gialloblù si impongono per 4-0 sul Marsala davanti ad uno stadio stracolmo.
La stagione 2009-10 vede il ritorno del Mazara in Serie D che ottiene la salvezza a due giornate dal termine senza bisogno di disputare i play-out. Nel giugno 2010 la società mazarese cambia denominazione diventando Associazione Sportiva Dilettantistica Mazara Calcio.
La stagione 2010-2011 vede i canarini protagonisti di un campionato sfortunato che si conclude con la retrocessione in Eccellenza.

### Il ritorno in Eccellenza (Anni 2010)
Nella prima stagione di ritorno all'Eccellenza, il Mazara ha tentato di tornare immediatamente in Serie D acquisendo diversi giocatori di categoria superiore, tra cui l'ex attaccante del Torino Akeem Omolade. Nonostante diversi tentativi, il club ha vissuto momenti difficili soprattutto nella stagione 2013-14 quando si è salvato dalla retrocessione attraverso i playoff, decisi da un pareggio dell'ultimo minuto contro il Rocca di Caprileone.
Nella stagione 2014-15 il Mazara ha nominato allenatore Nicola Terranova, ex vice allenatore e fratello maggiore del difensore Emanuele Terranova e ha concluso la stagione al secondo posto dietro i vincitori del Marsala. Qualificati ai playoff nazionali, sono stati eliminati in finale dal club pugliese del Nardò.
La stagione 2015-16 è iniziata con Terranova nuovamente alla guida della squadra ma, dopo con l'avvento della nuova proprietà, il nuovo presidente Elio Abbagnato (ex presidente del club dal 1989 al 1991 e suocero dell'ex nazionale italiano Federico Balzaretti) ha nominato allenatore l'ex giocatore di Serie A Tommaso Napoli. Il club chiuse la stagione al settimo posto in campionato, aggiudicandosi però per la prima volta la Coppa Italia Dilettanti regionale e perdendo in finale contro l'Unione Sanremo la possibilità di vincere la Coppa Italia Dilettanti nazionali che offriva anche un ulteriore posto in Serie D.
Nella stagione successiva Andrea Pensabene diventa il nuovo capo allenatore, sostituendo a settembre il mazarese Giacomo Modica e nel novembre 2016, Abbagnato ha venduto il club all'amministratore delegato Filippo Franzone che rimarrà presidente fino al 2019 quando il club venne rilevato da un consorzio locale con presidente il mazarese Davide Titone.
Gli anni della presidenza Titone portano a una partecipazione ai play off nel 2020/21 - quando i canarini arrivano in semifinale e vengono eliminati dalla Sancataldese, poi promossa in Serie D  - e a un paio di campionati anonimi, terminati rispettivamente al nono e al settimo posto.
Nel 2023 la società viene rilevata da un gruppo di imprenditori che pochi anni prima erano riusciti nella scalata dalla Terza Categoria alla Serie D con il Paceco. In società entrano anche alcuni imprenditori mazaresi e nel luglio 2023 la squadra cambia denominazione in USD Mazara.

## Colori e simboli
I colori ufficiali della squadra mazarese sono il giallo canarino e il blu, che sono anche i colori ufficiali di Mazara del Vallo.
Lo stemma originale della squadra di Mazara ricordava la fusione del 1996 tra i due club locali e rivali "US Mazara" e "SC Mazara 2000". Su di esso erano presenti entrambi i due elementi caratteristici dei rispettivi stemmi originali delle due squadre, rispettivamente il canarino e il cavalluccio marino che diedero vita al "Gruppo Sportivo Mazara Calcio 1946".  Quel logo è stato abbandonato nel 2010 a favore di una nuova versione che raffigura solo il canarino.

## Strutture

### Stadio Nino Vaccara
Il Mazara gioca le partite casalinghe allo Stadio Nino Vaccara, uno stadio situato lungo il fiume Mázaro. In origine era uno stadio in terra battuta senza posti a sedere ma successivamente ha subito una massiccia ristrutturazione nei primi anni 2000, con la realizzazione di un campo sintetico e di una tribuna numerata con tettoia.
Lo stadio è suddiviso in tre settori: la tribuna numerata (tribuna centrale) con una capienza di circa 1.700 posti; la curva, dove siedono i tifosi organizzati, con una capienza di circa 1.000 persone e la gradinata davanti alla tribuna, con una capienza di circa 1.500 posti, che negli ultimi anni funge anche da settore ospiti.
All'esterno dello stadio, proprio a lato dell'ingresso principale, i murales raffigurano pescatori e pescherecci caratteristici di Mazara del Vallo.

## Allenatori e presidenti
- 1948-1949  Francesco Paolo De Rosalia
- 1949-1950  Lo Brutto
- 1950-1951  Sten Guttadauro
- 1951-1952  Garabedian
- 1952-1953  ...
- 1953-1955  Sten Guttadauro
- 1955-1957  Mario Riccobono
- 1957-1958  Mario Polak
- 1958-1959  Beppe Cutrera
- 1959-1962  Sergio Vergazzola
- 1962-1963 {
- 1963-1964  Sergio Vergazzola
- 1964-1965  Gisberti
 Panzani
 Garabedian
- 1965-1966  Scaglia
- 1966-1967  Grandi
- 1967-1968  Paolo Russo
 Beppe Cutrera
- 1968-1969  Paolo Russo
 Correnti
 Čestmír Vycpálek
- 1969-1970  Čestmír Vycpálek[2]
 Antolini
- 1970-1971  Gino Raffin
- 1971-1972  Gino Raffin
 Rizzo
 Firicano
- 1972-1974  Bruno Nardi
- 1974-1976  Carlo Ceserato
- 1976-1977  Giuseppe Caramanno
- 1977-1978  ...
- 1978-1979  Enzo Benedetti
- 1979-1980  Pietro Vellutato
- 1980-1981  ...
- 1981-1982  Pietro Vellutato
- 1982-1983  ...
- 1983-1985  Ignazio Arcoleo[3]
- 1985-1986  Andrea Baita
- 1986-1989  ...
- 1989-1990  Mauro Di Cicco
- 1990-1991  Mario Possamai
- 1991-1992  Antonino Morana
- 1992-1993  Rodrigo 
 Marletta
 Antonino Morana
 Marletta
- 1993-1994  Mario Buccilli
- 1994-1995  Andrea Baiata
 Enzo Domingo
 Pietro Giacalone
- 1995-1996  Angelo Galfano
- 1996-1997  Mauro Di Cicco
- 1997-1998  Giovanni Iacono
- 1998-1999  Enzo Domingo
 Mauro Giacomini
- 1999-2000  ...
- 2000-2002  Domenico Bellomo
- 2002-2003  Salvatore Brucculeri
- 2003-2005  ...
- 2005-2006  Salvatore Brucculeri[4]
 Filippo Cavataio
- 2006-2008  Filippo Cavataio
- 2008-2009  Salvatore Brucculeri
- 2009-2010  Giovanni Iacono[5]
- 2010-2011  Giovanni Iacono[6]
 Antonio Putaggio[7]
 Giovanni Macera[8] (9ª-21ª)
 Filippo Cavataio[9] (22ª-38ª)
- 2011-2012  Antonio Putaggio[10] (1ª-8ª)
 Baldo Nastasi[11] (9ª-?ª)
 Pietro Catalano (?ª-?ª)
- 2012-2013  Nicolò Sciacca[12][13] (1ª-8ª)
 Nicola Terranova[14] (9ª-14ª)
 Marcello Manca[15][16] (15ª-19ª)
 Massimiliano Mazzara (20ª-30ª)
- 2013-2014  Giovanni Iacono[17] (1ª)
 Salvatore Brucculeri[18] (2ª-10ª)
 Massimiliano Mazzara[19] (11ª-30ª)
- 2014-2015  Nicolò Terranova[20]
- 2015-2016  Nicolò Terranova[21] (1ª-11ª)
 Tommaso Napoli[22][23] (12ª-30ª)
- 2016-2017  Andrea Pensabene (ago.-set.)[24]
 Giacomo Modica (1ª-7ª)[25]
 (8ª)[26]
 Giacomo Modica (9ª-30ª)[27]
- 2017-2018  Salvatore Brucculeri (1ª-18ª)[28]
 Massimiliano Mazzara (19ª-30ª)[29]
- 2018-2019  Pietro Tarantino[30]
 Totò Aiello
 Dino Marino
- 2019-2020  Dino Marino
- 2020-2021  Dino Marino
 Giovanni Iacono
 Dino Marino
- 2021-2022  Dino Marino
 Manuele Domenicali
- 2022-2023  Dino Marino
- 2023-2024  Riccardo Abbenante
 Salvatore Tedesco
 Dino Marino

- 1948-1960  ...
- 1960-1961  Baldassare Di Giorgi
- 1961-1963  ...
- 1963-1964  Salvatore Cristaldi
- 1964-1965  Vito Hopps
- 1965-1966  Pantaleo
- 1966-1967  Baldassare Di Giorgi
- 1967-1968  Salvatore Cristaldi
- 1968-1969  Paolo Giacalone
- 1969-1970  ...
- 1970-1971  Franco Zambito
- 1971-1972  ...
- 1972-1974  Calcedonio Di Giovanni
- 1974-1976  Paolo Giacalone
- 1976-1979  Pino Seidita
- 1979-1980  Tonino Catalano
- 1980-1981  ...
- 1981-1982  Mimmo Giovanni
- 1982-1983  Girolamo Di Giovanni
- 1983-1989  ...
- 1989-1991  Elio Abbagnato[31]
- 1992-1998  Nicola Foderà
- 1999-2005  Vincenzo Modica
- 2006-2010  Biagio Cascio
- 2010-2015  Francesco Bica[32]
- 2015-2016  Elio Abbagnato[33]
- 2016-2019  Filippo Franzone[34]
- 2019-2023  Davide Titone
- 2023-  Giovanni Li Causi

## Palmarès

### Competizioni regionali
- Eccellenza Sicilia: 2

1996-1997 (girone A), 2008-2009 (girone A)
- Promozione: 3

1970-1971 (girone A), 1975-1976 (girone A), 2005-2006 (girone D)
- Prima Categoria: 1

1959-1960 (girone A)
- Coppa Italia Dilettanti Sicilia: 1

2015-2016

### Altri piazzamenti
- Campionato Interregionale:

secondo posto: 1984-1985 (girone M), 1988-1989 (girone N)
terzo posto: 1990-1991 (girone N)
- Eccellenza Sicilia:

secondo posto: 2014-2015 (girone A)
terzo posto: 2002-2003 (girone A), 2006-2007 (girone A)
- Promozione Sicilia:

secondo posto: 1972-1973 (girone A)
terzo posto: 1973-1974 (girone A), 1974-1975 (girone A)
- Prima Categoria:

secondo posto: 1968-1969 (girone A)
terzo posto: 1969-1970 (girone A)
- Coppa Italia Dilettanti:

finale: 2015-2016
- Coppa Italia Dilettanti Sicilia:

finale: 1996-1997; 2002-2003; 2007-2008; 2021-2022
Semifinalista: 2017-2018

## Statistiche e record

### Partecipazione ai campionati
N.B. al conteggio mancano le stagioni dal 1954 al 1958 di cui sono ignoti i risultati.
Nazionali
| Livello | Categoria                       | Partecipazioni | Debutto   | Ultima stagione | Totale |
| ------- | ------------------------------- | -------------- | --------- | --------------- | ------ |
| 4º      | Promozione                      | 3              | 1949-1950 | 1951-1952       | 10     |
| 4º      | Serie D                         | 7              | 1960-1961 | 1977-1978       | 10     |
| 5º      | Serie D                         | 6              | 1978-1979 | 2010-2011       | 22     |
| 5º      | Campionato Interregionale       | 11             | 1981-1982 | 1991-1992       | 22     |
| 5º      | Campionato Nazionale Dilettanti | 5              | 1992-1993 | 1998-1999       | 22     |

Regionali
| Livello | Categoria             | Partecipazioni | Debutto   | Ultima stagione | Totale |
| ------- | --------------------- | -------------- | --------- | --------------- | ------ |
| I       | Prima Divisione       | 1              | 1948-1949 | 1948-1949       | 38     |
| I       | Promozione            | 7              | 1952-1953 | 1975-1976       | 38     |
| I       | Campionato Dilettanti | 1              | 1958-1959 | 1958-1959       | 38     |
| I       | Prima Categoria       | 7              | 1959-1960 | 1969-1970       | 38     |
| I       | Eccellenza            | 21             | 1995-1996 | 2022-2023       | 38     |
| II      | Promozione            | 2              | 2004-2005 | 2005-2006       | 2      |

### Partecipazione alle coppe
| Competizione            | Partecipazioni | Debutto   | Ultima stagione | Totale |
| ----------------------- | -------------- | --------- | --------------- | ------ |
| Coppa Italia Serie D    | 3              | 1999-2000 | 2010-2011       | 3      |
| Coppa Italia Dilettanti | 13             | 1966-1967 | 2018-2019       | 13     |